# Secretaría de Medio Ambiente y Recursos Naturales
La Secretaría de Medio Ambiente y Recursos Naturales de Mèxic és una secretaria d'estat del poder executiu federal encarregada de tot el relacionat a la protecció, restauració i conservació del medi ambient, recursos naturals, béns i serveis ambientals, així com de l'aprofitament dels mateixos i del desenvolupament sostenible d'aquest país.

## Funcions
Conforme a la Llei Orgànica de l'Administració Pública Federal, a aquesta secretaria li corresponen, entre d'altres, les següents funcions:
- Fomentar la protecció, restauració i conservació dels ecosistemes, recursos naturals, béns, serveis ambientals, amb la finalitat de propiciar el seu aprofitament i desenvolupament sustentable.
- Formular i conduir la política nacional en matèria de recursos naturals, sempre que no estiguin àrees quan la seva administració recaigui en governs estatals i municipals o en persones físiques o morals.
- Administrar i regular l'ús i promoure l'aprofitament sustentable dels recursos naturals que corresponguin a la Federació, amb excepció del petroli i tots els carburs d'hidrogens líquids, sòlids i gasosos, així com minerals radioactius.
- Proposar a l'Executiu Federal l'establiment d'àrees naturals protegides, i promoure per a la seva administració i vigilància, la participació d'autoritats federals o locals, i d'universitats, centres de recerca i particulars.
- Exercir la possessió i propietat de la nació a les platges, zona federal marítim terrestre i terrens bestiars al mar;
- Intervenir en fòrums internacionals respecte de les matèries competència de la Secretaria, amb la participació que correspongui a la Secretaria de Relacions Exteriors, i proposar a aquesta la celebració de tractats i acords internacionals en tals matèries;
- Promoure l'ordenament ecològic del territori nacional, en coordinació amb les autoritats federals, estatals i municipals, i amb la participació dels particulars;
- Avaluar i dictaminar les manifestacions d'impacte ambiental de projectes de desenvolupament que li presentin els sectors públic, social i privat; resoldre sobre els estudis de risc ambiental, així com sobre els programes per a la prevenció d'accidents amb incidència ecològica;
- Conduir les polítiques nacionals sobre canvi climàtic i sobre protecció de la capa d'ozó.
- Dirigir els estudis, treballs i serveis meteorològics, climatològics, hidrològics i geohidrològics, així com el sistema meteorològic nacional, i participar en els convenis internacionals sobre la matèria.
- Regular i vigilar la conservació dels corrents, llacs i llacunes de jurisdicció federal, en la protecció de conques i protegir el medi ambient.
- Manejar el sistema hidrològic del Vall de Mèxic.
- Atorgar contractes, concessions, llicències, permisos, autoritzacions, assignacions, i reconèixer drets, segons correspongui, en matèria d'aigües, forestal, ecològica, explotació de la flora i fauna silvestres, i sobre platges, zona federal marítim terrestre i terrens bestiars al mar;

## Organigrama
Per dur a terme aquestes funcions la Secretaria de Medi ambient i Recursos Naturals compta amb les següents unitats:
- Subsecretaría de Planeación y Política Ambiental
- Subsecretaría de Gestión para la Protección Ambiental
- Subsecretaría de Fomento y Normatividad Ambiental.
- Subsecretaría de Finanzas de México

## Òrgans Administratius Desconcentrats y Entitats
Per dur a terme aquestes funcions, la Secretaria compta amb les següents unitats:
- Comisión Nacional del Agua
- Instituto Nacional de Ecología y Cambio Climático
- Procuraduría Federal de Protección al Ambiente
- Comisión Nacional de Áreas Naturales Protegidas
- Comisión Nacional Forestal
- Instituto Mexicano de Tecnología del Agua
- Comisión Nacional para el Conocimiento y Uso de la Biodiversidad

## Denominacions anteriors
Des de la seva creació el 1982 amb la denominació de Secretaría de Pesca, la secretaria ha tingut els següents canvis de denominació:
- Secretaría de Pesca (1982 - 1994)
- Secretaría de Medio Ambiente, Recursos Naturales y Pesca (1994 - 2000)
- Secretaría de Medio Ambiente y Recursos Naturales (2000 -)

## Llista deSecretarios de Medio Ambiente y Recursos Naturalesde Mèxic

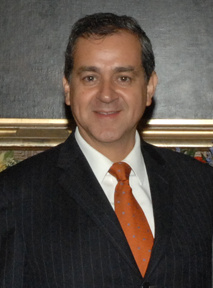
Juan Rafael Elvira Quesada, 2006-2012

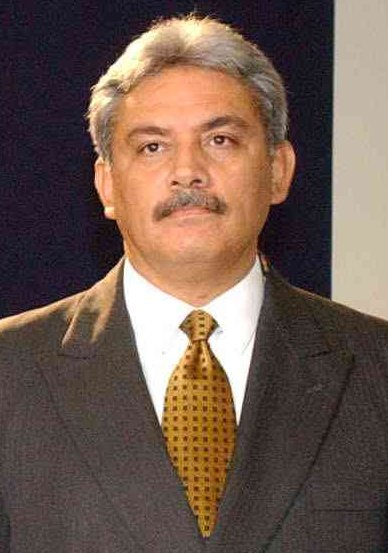
Alberto Cárdenas, 2003-2005

### Secretaría de Pesca
- Govern de José López Portillo (1976 - 1982)
  - (1978 - 1982): Fernando Rafful Miguel
- Govern de Miguel de la Madrid Hurtado (1982 - 1988)
  - (1982 - 1988): Pedro Ojeda Paullada
- Govern de Carlos Salinas de Gortari (1988 - 1994)
  - (1988 - 1991): María de los Ángeles Moreno
  - (1991 - 1994): Guillermo Jiménez Morales

### Secretaría del Medio Ambiente, Recursos Naturales y Pesca
- Govern d'Ernesto Zedillo Ponce de León (1994 - 2000)
  - (1994 - 2000): Julia Carabias Lillo

### Secretaría del Medio Ambiente y Recursos Naturales
- Govern de Vicente Fox Quesada (2000 - 2006)
  - (2000 - 2003): Víctor Lichtinger
  - (2003 - 2005): Alberto Cárdenas Jiménez
  - (2005 - 2006): José Luis Luege Tamargo
- Govern de Felipe Calderón Hinojosa (2006 - 2012)
  - (2006 - 2012): Juan Rafael Elvira Quesada
- Govern d'Enrique Peña Nieto (2012 - 2018)
- (2012 - 2015): Juan José Guerra Abud
- (2015 - 2018): Rafael Pacciano Alamán
- Govern d'Andrés Manuel López Obrador (2018 - 2024)
- (2018 - 2019): Josefa González-Blanco Ortiz-Mena
- (2019 - Actualidad): Víctor Manuel Toledo Manzur